# Jhonatan Longhi
Jhonatan Longhi (* 2. Februar 1988 in Americana) ist ein ehemaliger italienisch-brasilianischer Skirennläufer. Er startete hauptsächlich in den technischen Disziplinen Riesenslalom und Slalom.

## Karriere
Longhi wurde im Alter von 3 Jahren von einer italienischen Familie adoptiert und wuchs in Valsesia und Alta Badia auf. Bis zu seinem 15. Lebensjahr startete er für Italien, wechselte dann jedoch mit Unterstützung seiner Familie zum brasilianischen Skiverband.
Sein internationales Renndebüt gab er für Brasilien am 26. August 2003 bei einem Slalom des South American Cup, wobei er mit Platz 10 auf Anhieb Punkte gewinnen konnte. Sein erstes internationales Großereignis bestritt er zwei Jahre später bei den Weltmeisterschaften in Bormio. Dort schied er jedoch sowohl im Riesenslalom als auch im Slalom aus. Bis zu diesem Zeitpunkt war Longhi hauptsächlich bei FIS und Juniorenrennen in Italien sowie bei Rennen des South American Cups gestartet.
Am 21. Dezember 2008 gab er sein Weltcupdebüt beim Riesenslalom auf der Gran Risa in Alta Badia, wobei er jedoch schon im ersten Durchgang ausschied. Insgesamt startete Longhi achtmal im Weltcup, wobei er meistens bereits im ersten Durchgang ausschied.
2010 nahm Longhi erstmals an Olympischen Winterspielen in Vancouver teil. Dort belegte er im Riesenslalom Platz 56 und schied im Slalomrennen aus. Im darauffolgenden Jahr nahm er an den Weltmeisterschaften in Garmisch-Partenkirchen teil, wo er im Slalom den 42. Platz belegte.
Diese Platzierung konnte Longhi auch bei nachfolgenden Antritten bei den Weltmeisterschaften 2013 oder bei den Olympischen Winterspielen 2014 nicht übertreffen. Nach den Spielen von Sotschi bestritt Longhi nur noch vereinzelte Rennen in Italien. Sein letztes internationales Rennen bestritt Longhi am 16. April 2019 bei einem Citizenrennen in Prali, seitdem ist er nicht mehr als Rennläufer in Erscheinung getreten.

## Erfolge

### Olympische Winterspiele
- Vancouver 2010: 56. Riesenslalom, DNF Slalom
- Sotschi 2014: 58. Riesenslalom, DSQ Slalom

### Weltmeisterschaften
- Bormio 2005: DNF Riesenslalom, DNF Slalom
- Åre 2007: 47. Riesenslalom, DNF Slalom
- Val-d'Isère 2009: 31. Slalom, 54. Riesenslalom
- Garmisch-Partenkirchen 2011: 42. Slalom, DNF Riesenslalom
- Schladming 2013: DNF Slalom, DSQ Riesenslalom

### South American Cup
- 2 Platzierungen unter den besten 10

### Juniorenweltmeisterschaften
- Formigal 2008: 42. Super-G, DNF Riesenslalom, DSQ Slalom

### Weitere Erfolge
- Brasilianischer Meister im Slalom 2011
- Brasilianischer Meister im Riesenslalom 2011
- Ein Podestplatz bei einem FIS-Rennen